# بندر دیر
بندر دَیِّر (Dayyer) مرکز شهرستان دیر در استان بوشهر ایران است. این شهر بین ۲۷ درجه و ۵۱ دقیقه عرض شمالی و ۶۱ درجه و ۵۸ دقیقه طول شرقی از نصف النهار گرینویچ قرار گرفته است. فاصله آن تا شهر تهران حدود ۱۳۰۰ کیلومتر و تا شهر شیراز حدود ۳۴۵ کیلومتر می‌باشد.
بندر دیر در قدیم یک دوره حاکم‌نشین دشتی بوده است. لنگرگاه آن در ژرفای ۷ متری و مسافت یک کیلومتری از خشکی قرار دارد و پناه خوبی نسبت به باد شمال دارد.
بندر دیر در جنوب استان بوشهر واقع شده است و با مرکز استان ۲۰۸ کیلومتر فاصله دارد. ساحل بندر دَیّر یکی از زیباترین مکان‌های ساحل و دریا می‌باشد. سه اسکله اصلی معروف آن، صادرکننده و تأمین کننده ماهی و میگو به داخل و خارج کشور است. دیر به عنوان بزرگ‌ترین بندر صیادی ایران شهرت دارد.

## جمعیت
براساس سرشماری سال ۱۳۹۵ جمعیت شهر دیر ۲۴٬۰۸۴ نفر (۶٬۶۸۰ خانوار) بوده است.مردم این شهر به زبان فارسی سخن می گویند و همگی مسلمان و شیعه مذهب هستند.

## نژاد و زبان

### مردم‌شناسی
مردم شهرستان دیر از نژادهای مختلفی از قبیل هندواروپایی، عرب، سیاهپوست، فارس و لر ممزوج شده و به تدریج دارای نوعی نژاد خاص گردیده است که اصطلاحاً به بوشهری مشهور شده‌اند. مردم دیر با گویش‌های محلی بردستانی، دشتیانی و آبدانی سخن می‌گویند. این گویش‌ها ایرانی و جنوب غربی می‌باشند. برخی که در محله عرب ساکن هستند به زبان عربی و گروه اندکی از مهاجران روسته مل سوخته به بندر دیر به زبان ترکی صحبت می‌کنند. فارسی معیار نیز در سراسر شهرستان تکلم می‌شود.

## بررسی‌های تاریخی

### پیشینه و وجه تسمیه
رضا طاهری محقق تاریخ جغرافیایی خلیج فارس در کتاب از از مروارید تا نفت (تاریخ خلیج فارس) با بررسی زندگی در هزارهٔ تاریکی تاریخ قوم ایرانی در کنار جلگه‌های خلیج فارس و نخجیرگاه (جغرافیای طبیعی شکار حیوانات) این شهرستان را از قدیمی‌ترین آبادی جغرافیای تاریخی اقوام ایرانی می‌داند و بخش بیشتر جغرافیایی اجتماعی - سیاسی دیّر را در قرن‌های ساسانی و اسلامی زیرمجموعهٔ سیراف (تابع ایالت فارس) می‌داند و بعدها در ماندستان و سپس دشتی بررسی می‌کند. بنای بندر دیر جدید را بر خرابه‌های بنادر کهن دوران سلوکی و اشکانی تصویر می‌کند و وجه تسمیه بندر دیر را در مهاجرات بحرینی‌های از محله دیّر در بحرین (در دو قرن پیش) می‌داند.
رضا طاهری با استناد به گفتهٔ حمدالله مستوفی در کتاب نزهةالقلوب (هشتم هجری): «ماندستان بیابانی است سی فرسنگ بر ساحل دریا و در آن‌جا دَیرهاست و هیچ آب روان و کاریز ندارد و حاصلش جز غله و پنبه دیمی ندارد.» همچنین با استناد به نوشته‌های گریشمن و آرتورکریسنسن و ایجاد شهرک‌های سلوکی‌نشین در خلیج فارس و گمانه‌های احمد اقتداری دربارهٔ نام بتانه در کتاب شهرهای باستانی خلیج فارس، در ذکر بلوک ماندستان، کلمه ماندستان را در «مند» که نام قسمت پایین رود سکان (ثکان) است و ماندستان قدیم و سیف مظفر را در بلوک دشتی بررسی می‌کند؛ و می‌گوید: «اما آنچه از پیشینه این منطقه و آثار باستانی موجود در منطقه برمی‌آید از آبادی‌های کهن‌تر از سیراف اسلامی یا دوران پس از سیراف هخامنشی است.»
برخی از مورخین معتقدند که بندر دیر در اصل یهودی‌نشین بوده است که احتمالاً به علت برتری آن‌ها بر دیگر نحله‌های مذهبی و نیز احداث کنیسه‌هایی به نام دیر، این منطقه را دَیر نامیده‌اند که با گذشت زمان در تلفظ کتابت به دَیِّر مبدل گردیده است.
از آثار و ابنیه بر جای مانده مثل قلعه‌ها، سدها و قناتهایی که از قدمت تاریخی برخوردارند، نشان از گذشته‌ای پر رونق و عصری طلایی و نیز ارتباطات بازرگانی و تجارتی با سرزمین‌های دوردستی همچون هند و چین و میان رودان و حتی بخش‌هایی از آفریقا را دارد.

### تاریخچه و آثار باستانی
بندر دیر، بتانه و بی خاتی (بی‌بی خاتون) و بردستان از بنادر قدیمی سواحل خلیج فارس محسوب می‌شوند. بنابر عقیده بسیاری از مورخین، قدمت آن به دوران ساسانیان می‌رسد. دیر آباد زمان ساسانیان در دامنه تپه‌ها و پیرامون تلی به نام «تل‌سوز» بوده که اکنون آثار و بقایای آن برجاست. «... در عصر ساسانیان محمودآباد بوده است و آثار برجای مانده در دیر آباد زمان ساسانیان در منطقه، تپه‌ها و اطراف تلی به نام تل سوز (تل سبز) اکنون به عنوان یکی از آثار تاریخی منطقه محسوب می‌گردد.» همچنین «... آثار و بقایای شهرها و آبادی‌های کهن بسیاری وجود دارد که بردستان، دیر، بتانه (بتخانه) و بی خاتی (بی‌بی خاتون) از آن جمله هستند.»
مؤلف فارسنامه ناصری، قصبهٔ این ناحیه را بردستان می‌نامد و سپس از دیر به عنوان قصبهٔ منطقه نام می‌برد. مؤلف فارسنامه ابن بلخی نام‌های قدیمی بندر دیر را «نجیرم» و «نجیرام» ذکر می‌کند. در نقشه‌های قدیمی به ویژه در نقشه‌ای که در کتاب جغرافیای تاریخی سیراف درج گردیده، محل کنونی بندر دیر بنام نجیرم ثبت شده است. نام‌های «دیّر» و «دایر» در السنه سالخوردگان بگوش می‌خورد.
وجود ناحیه بردستان و بندر بتانه در اطراف دیر و آثار تاریخی باقی‌مانده حکایت از سوابق تاریخی این شهر دارد. در عصر عیلامی‌ها نیز بتانه را «بتنه» می‌خوانده‌اند که هر سال در این شهر بازار بزرگی بر پا می‌شده است. همچنین کاربرد واژه بتخانه و اینکه بقول مستوفی، دَیرهای فراوانی در این منطقه قرار داشته، این نقطه را تأیید می‌نماید که معابد و پرستشگاه‌های ادیان مختلف در بطانه فراوان بوده است. بنادر دیّر، بتونه و بردستان در عصر ساسانیان معمور و آباد بوده‌اند. در کتاب تاریخ بنادر و جزایر خلیج فارس تألیف محمدابراهیم کازرونی آمده است که: «"دیر" چهار برجیست در کنار دریا و بقدر پنجاه، شصت خانه چوب نخل و آن قلعه من‌جمله بلوک بردستان است.» رضا طاهری مؤلف از مروارید تا نفت/ تاریخ خلیج فارس، پیشینهٔ دوران قرن‌های اولیه اسلامی دیر را در بندر نجیرم جستجو می‌کند و نجیرم را با بردستان کنونی یکی می‌داند.

## طغیان آب دریا (پدیدهسیش: ۲۹ اسفند ۹۵)
در ۲۹ اسفند ۱۳۹۵ (۸:۲۰ صبح) پدیده طغیان آب دریا که بر اثر جریان‌های وزش باد و هواشناسی ایجاد شده و آن را (سیش) می‌نامند، به‌طور بی‌سابقه در نوار ساحلی بندر دیر رخ داد و آب دریا تا ارتفاع ۳ متری به ساحل هجوم آورد و بیش ار یک کیلومتر در شهر پیشروی کرد. موجب خسارت زیاد به موتورهای شناور و اماکن مسکونی و خودروها و پارک ساحلی شد.
در این حادثه ۵ نفر کشته یا ناپدید شده و ۱۷ نفر مصدوم شدند.
پدیده سیش سونامی نیست و در توده‌های آبی بسته و نیمه بسته رخ می‌دهد. در این رابطه امواج ایستاده در اثر عوامل مختلف از جمله وزش باد و عوامل هواشناسی ایجاد می‌شوند که وزش شدید و ناگهانی باد عمود بر ساحل سبب ایجاد شیب در سطح آب دریا شده و با قطع ناگهانی باد نوسانات عمودی سطح آب و امواج سهمگین ایجاد می‌شوند. این پدیده در برخی از دریاهای جهان از جمله دریای بالتیک و آدریاتیک نیز رخ می‌دهد و سبب افزایش تراز سطح آب تا ۳ متر می‌شود. در سال ۱۹۷۹ این پدیده در بندر ناکازاکی ژاپن اتفاق افتاده است در این حادثه موجی به طول تقریبی چهار متر ایجاد کرد و در این پدیده بعد از وقوع موج بزرگ نوسانات تراز ادامه یافته، تا اینکه به حالت اولیه برسد.
پدیده سیش بندر دیر پس از وزش شدید باد از خشکی به سمت دریا و توقف ناگهانی باد صورت گرفته است.

## زمین لرزه نیمه آذر ۹۶
زمین لرزه ای کم‌نظیر با ۴٫۹ ریشتر در عمق ۱۹ کیلومتری زمین ساعت ۱۰:۵۶ روز ۱۴ آذر ۱۳۹۶ بندر دیر را به شدت لرزاند و خسارات مالی بر جای گذاشت. کانون آن در ۱ کیلومتری بندر دیر (مختصات: ۲۷٫۸۵۱شمالی ۵۱٫۹۳۲شرقی) بود.
بدنبال آن در روز بعد زمین لرزه ای با قدرت ۴٫۲ ریشتر در همان حوالی رخ داد.